# Martin Lepa
Martin Lepa (* 28. Oktober 1976 in Tallinn) ist ein estnischer Fußballspieler.
Er begann seine Karriere beim FC Flora Tallinn. Dort kam er aber nie über den Status des Einwechselspielers hinaus und so wechselte er zur Saison 1999 zum FC Kuressaare. Hier spielte er zwei erfolgreiche Spielzeiten. Seine letzte bekannte Station ist der Drittligist SK Mercury Tallinn. Für die Nationalmannschaft Estlands bestritt er 1995 fünf Länderspiele.